# 山中羊舌鮃
山中羊舌鮃為輻鰭魚綱鰈形目鰈亞目鮃科的其中一種，為熱帶海水魚，分布於西太平洋南中國海海域，棲息深度20-30公尺，棲息在底層水域，以底棲生物為食，生活習性不明。

## 扩展阅读
維基物種上的相關：山中羊舌鮃